# Deputazione imperiale
Una Deputazione imperiale (ted. Reichsdeputation) era una commissione nominata dall'imperatore del Sacro Romano Impero e composta da rappresentanti degli stati, commissione che aveva competenza deliberativa in differenti campi. Le deliberazioni della deputazione prendevano la forma di una relazione conclusiva (ted. Hauptschluss) che necessitava della ratifica da parte dell'imperatore.

## Deputazione ordinaria
La cosiddetta Deputazione ordinaria faceva le veci della dieta imperiale quando questa non era riunita. A partire dal 1662, con l'istituzione della dieta perpetua, non vi fu più ragion d'essere per questi organi. La deputazione ordinaria era composta da tutti i principi elettori,un numero variabile di principi imperiali, due conti, un prelato imperiale, in rappresentanza del clero, e sei città libere dell'Impero. La deputazione era articolata in due collegi, l'uno composta dai rappresentanti dei principi elettori ed il secondo da tutti gli altri.

## Deputazione straordinaria
Talora venivano convocate delle deputazioni straordinarie cui venivano affidati incarichi inerenti sia gli affari interni dell'impero, sia, talvolta, la politica estera. Le deputazioni straordinarie potevano essere convocate anche durante le diete. Erano composte, di norma, da rappresentanti di tutti e tre i collegi presenti nella dieta.
La più importante, e contemporaneamente l'ultima di queste fu quella che si riunì a partire dal 24 agosto 1802 a Ratisbona. Con il suo atto deliberativo (Reichsdeputationshauptschluss) diede avvio al processo che, quattro anni più tardi, sarebbe sfociato nello scioglimento del Sacro Romano Impero.